# José Maurício de Andrade
José Maurício de Andrade (Lavras, 22 de fevereiro de 1913 - 13 de janeiro de 2011) foi um político e fazendeiro brasileiro do estado de Minas Gerais.
Filho de Donato de Andrade (deputado estadual em Minas de 1919 a 1922), e de Laura Sales Botelho de Andrade (sobrinha do ex-governador de Minas Francisco Salles). José Maurício é irmão de Gabriel e Roberto Andrade (já falecido), donos da Construtora Andrade Gutierrez.
Em 1935, José Maurício formou-se em Direito pela Universidade de Minas Gerais, mas dedicou-se a atividades industriais.
Foi deputado estadual em Minas Gerais pelo PSD de 1947 a 1951 e de 1951 a 1955. Apoiou e trabalhou para a eleição de JK como governador de Minas Gerais em 1950, e se tornou líder do Executivo na Assembléia Legislativa.
Foi deputado federal por Minas Gerais durante três legislaturas consecutivas (1955-1959, 1960-1964e 1965-1969).
Depois de abandonar a política federal após o AI-5, José Maurício participou ativamente das duas gestões de sua esposa, Hilda Borges de Andrade como prefeita do município de Arcos (1989-1992 e 1997-2000). Hilda é filha do médico Eduardo Borges da Costa, fundador da Faculdade de Medicina da Universidade Federal de Minas Gerais. Ela foi a prefeita mais idosa eleita no Brasil na época de sua eleição, com 82 anos.